# István Müller
István Müller (ur. 3 czerwca 1883 w Budapeszcie) – węgierski kolarz, olimpijczyk.
István Müller wystartował na igrzyskach olimpijskich jeden raz – podczas V Letnich Igrzysk Olimpijskich w 1912 roku w Sztokholmie wziął udział w dwóch konkurencjach. W jeździe indywidualnej na czas na dystansie 315 kilometrów zajął 73. miejsce z czasem 12-39:38,0. W jeździe drużynowej wraz z reprezentacją Węgier zajął 12. miejsce.